# 天主教歐坦教區
天主教歐坦教區（拉丁語：Dioecesis Augustodunensis-Cabillonensis-Matisconensis-Cluniacensis）是法國一個羅馬天主教教區，屬第戎總教區。
教區傳統上被認為成立於3世紀，教區主教在1962年12月15日獲得克呂尼修道院院長名銜。
教區位於索恩-盧瓦爾省，2012年有教友548,000人（佔轄區總人口95.3%）、四十九個堂區、174名司鐸。現任教區主教為本篤·馬利·帕斯卡爾·里維耶爾。